# NSB El 3 sorozat
Az NSB El 3 sorozat egy norvég 15 kV, 16,7 Hz váltakozó áramú, villamos mozdonysorozat volt. Az NSB használta az Ofotbanen vonalon a vasércszállító vonatok vontatására. 1925-ben és 1929-ben gyártotta az ikermozdonyokat a Thune, a Hamar Jernstøberi és a Siemens. 1925 és 1967 között voltak szolgálatban.